# Regió de Borkou-Ennedi-Tibesti
El Borku-Ennedi-Tibesti (Borkou-Ennedi-Tibesti o BET) és una antiga unitat administrativa del Txad.
Entre 2002 i 2008, el Borkou-Ennedi-Tibesti fou una de les 18 regions del Txad (Decrets N° 415/PR/MAT/02 i 419/PR/MAT/02) amb capital a la ciutat de Faya-Largeau.
El febrer 2008, la regió del Borkou-Ennedi-Tibesti va ser dividida per donar naixement a tres noves regions: el Borkou (Borku), l'Ennedi i el Tibesti.

## Subdivisions
La regió del Borku-Ennedi-Tibesti estava dividida el febrer de 2008 en quatre departaments:
| Departament | Cap-lloc     | Sota-prefectures                                        |
| ----------- | ------------ | ------------------------------------------------------- |
| Borku       | Faya-Largeau | Borkou Yala, Faya-Largeau, Kouba Olanga, Yebibou, Yarda |
| Ennedi Est  | Bahaï        | Bahaï, Bao Billiat, Kaoura, Mourdi                      |
| Ennedi Oest | Fada         | Fada, Gouro, Kalait, Ounianga Kébir                     |
| Tibesti     | Bardaï       | Aouzou, Bardaï, Wour, Zouar, Zoumri                     |

## Demografia
La població de la regió era de 70.603 habitants l'any 1993 (RGPH), dels quals 59.479 sedentaris i 11.124 nòmades.
Els grups etnolingüístics principals són els daza (55,96%), els teda (22,63%), els bideyat (0,1%) i els àrabs (2,57%).

## Administració
Llista dels administradors:
Prefectes del Borkou-Ennedi-Tibesti (1960-2002)
- 1960: xx
- 1988: Baal Zahr Papy
- 1989: Michel Hassan Djangbei
- juliol 1993: Allafoza Worimi
- 10 d'agost 10: Mahamat Nouri
- (2001-2003) Hamid Lony

Governadors del Borkou-Ennedi-Tibesti (des de 2002)
- 2002: Hamid Lony
- 11 de 11 11: Djibert Younous Djibert

## Història
En la segona meitat del segle xix aquesta zona estava dominada pels Sanusiyya, després reis de Líbia, però va caure el 1.907 totalment sota el domini colonial francès que ho van afegir al seu territori militar del Txad. Els francesos es limitaren a un exercici del poder en gran manera de manera indirecta, perquè la zona era poc poblada i presentava poc interès. Després de la Primera Guerra Mundial va deixar a la Itàlia feixista la franja d'Aouzou, formalment mitjançant uns acords i tractat signats el 1934/1935 i els italians la van retenir fins al 1943 i formalment fins al 1947 quan va retornar a França, sent inclosa a l'Àfrica Equatorial Francesa, al territori del Txad (aleshores ja un territori ultramarí). Amb la independència el 1960, la regió va ser part de la República del Txad, però aviat va esclatar la guerra civil (1973-1987) en la qual gairebé sempre (excepte les ciutats) la zona va estar en mans del FROLINAT. El 1988-1994 Líbia va annexionar la franja d'Aouzou novament i va recolzar al president del GUNT Goukouni Oueddei. Fins a 1986 les tropes de Oueddei i del GUNT i les tropes líbies van controlar l'àrea del Borkou-Ennedi-Tibesti o sigui un terç del Txad. El 1994 els libis van evacuar la zona. Posteriorment ha estat teatre d'altres revoltes conra successius governs i finalment contra Idris Debby.